# 张仕福
張仕福（1958年10月—），男，漢族，貴州瓮安人，中共中央黨校研究生學歷。1978年10月參加工作，1980年5月加入中國共產黨。

## 生平
生涯從黔南布依族苗族自治州基層開始，曾任荔波縣委書記、貴定縣委書記、黔南州委政法委書記。2003年8月，調任黔南州委政法委書記。2006年12月，兼任黔南州副州長。2011年9月，出任貴州省信訪局局長、黨組書記，兼任省委副秘書長。2018年1月，任貴州省政協人口資源環境委員會主任。
2020年6月24日，貴州省紀委監委宣布張仕福涉嫌嚴重違紀違法，正在接受紀律審查和監察調查。